# Fontana delle Conchiglie (Catania)

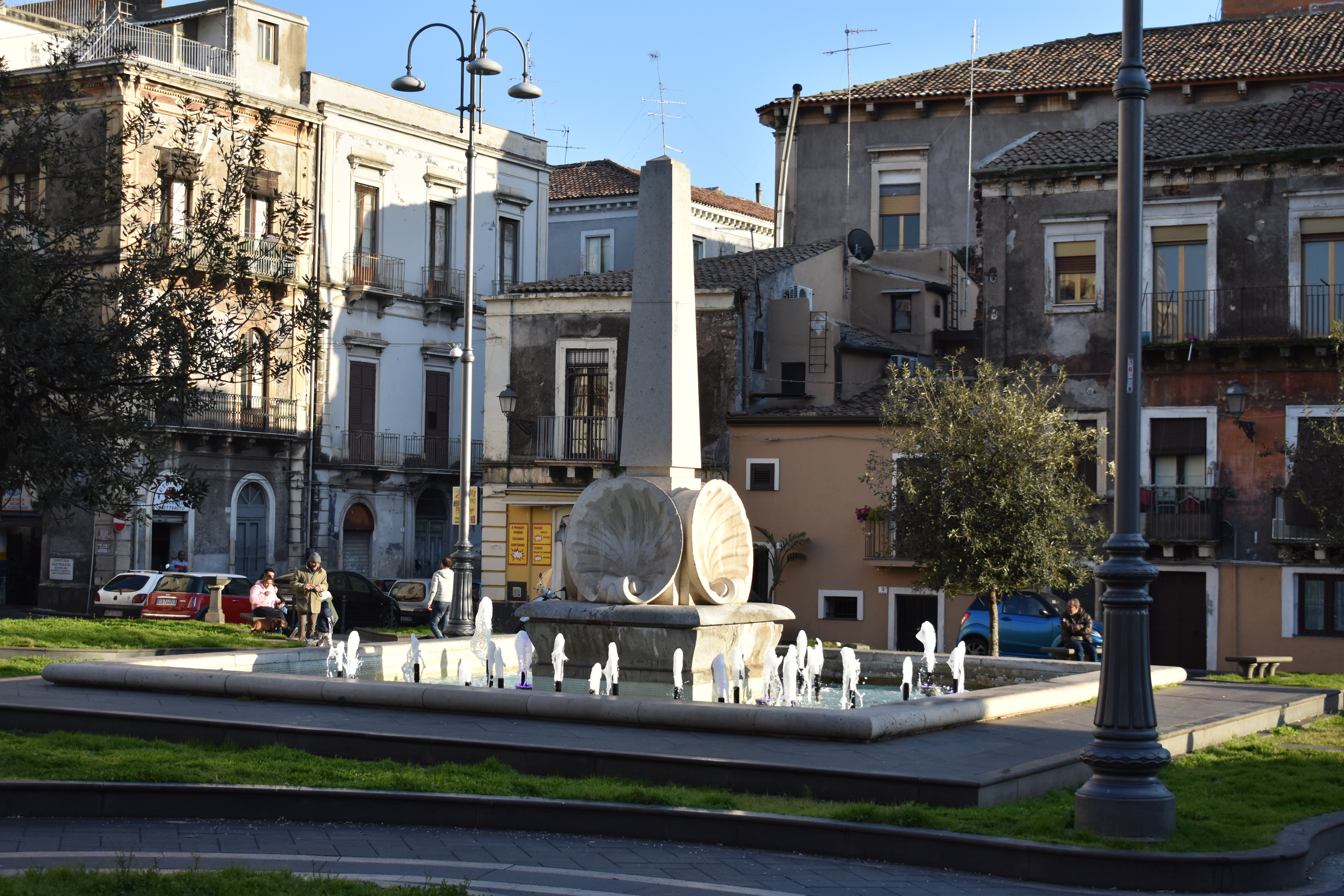
Fontana delle conchiglie.

La Fontana delle Conchiglie si trova al centro di piazza Mario Cutelli a Catania.

## Storia
Costruita nei primi anni cinquanta del Novecento su progetto di Domenico Cannizzaro, è costituita da una vasca circolare con al centro un obelisco a sezione quadrata alla cui base si trovano quattro valve di conchiglia che danno il nome alla fontana.
Questa fontana prese il posto di una precedente (datata alla metà dell'Ottocento) che aveva anch'essa un obelisco al centro della vasca.